# RSKニュース
『RSKニュース』（アールエスケーニュース）は、RSK山陽放送（RSKテレビ）で放送されている岡山県・香川県向けローカルニュースの番組名である。
2018年9月まで『山陽TVニュース』（さんようテレビニュース）の番組名で放送され、同年10月より『RSKニュース』に改題されている。
本項では、2021年4月7日より開始したYahoo!ニュースによるRSKテレビのニュース配信についても合わせて触れる。

## 概要
本番組は山陽新聞との提携で伝えられている（もっとも、本番組で放送されるニュースはあくまでRSK山陽放送の自社取材によるものである）。
2021年10月現在は土曜・日曜の夜に単独枠のスポットニュースとして放送されている。その他、平日及び土曜・日曜の昼と日曜の夕方にも全国ニュースのローカル枠を差し替える形で放送されている。
前述の通り、2018年10月より『RSKニュース』に改題されているが、1958年6月のテレビ放送開始当時のローカルニュースも『RSKニュース』として放送されていた。
RSKラジオのローカルニュースは『RSKラジオニュース』という題名で放送されている（2009年4月 - ）。

## 担当アナウンサー
- 四国支社やラジオ番組担当を除くアナウンサーが持ちまわりで担当している（ラジオ担当者も担当時間以外で休暇や取材で不在の場合、代打で登場することもある）。

## 放送時間
下記の時刻は日本標準時（JST）。

### 単独番組としての放送枠
- 土曜 - 日曜 21:54 - 22:00
- 土曜 14:55 - 15:00 （2009年8月より『RSKエリアトピックス』として放送開始）

かつては木曜 - 金曜 22:54 - 23:00 にも放送されていたが、2020年6月いっぱいで廃枠となった。

### 『JNN NEWS』差し替え枠
- 月曜 - 金曜 11:50（『ひるおびJNNニュース』内）、土曜 11:53（『王様のブランチ』内）、日曜 11:34
- 日曜 17:47（『Nスタ』内）
  - 月曜 - 土曜の夕方ローカルニュースは『RSKイブニングニュース』にて放送。
  - 土曜夕方の『報道特集』内のローカル枠では、『イブニングニュース』の中で岡山・香川のニュース・天気予報をカバー[2]しているため、関東ローカルのニュースと全国の天気予報を差し替え無しでそのまま放送している。ただ、毎年春・秋の改編期特番『オールスター感謝祭』やスポーツ中継に伴う特別編成により『報道特集』の放送時間が繰り上がる場合は『イブニングニュース』が休止となるため、その代替として『報道特集』のローカル枠を岡山・香川のニュース・天気予報に差し替える対応を取る。
  - 昼のローカルニュースについては、月曜 - 土曜はニュースと天気予報を合わせて伝えるが、日曜は『JNNニュース』のローカル枠ではニュースのみ伝え、天気予報は11:40 - 11:45に独立番組として放送する。

朝と深夜のローカルニュースについては、岡山県・香川県にて重大事件・災害（その恐れがある場合を含む）がある場合を除いて原則として放送しない。朝と深夜におけるローカル枠の差し替えについては次の通りである。
- 月曜 - 金曜 6:07・6:48（『THE TIME,』内）、土曜 5:39、日曜 6:54
  - いずれも天気予報を放送（今日の天気・最高気温・降水確率を、岡山南部→岡山北部→香川→東京→大阪の順で紹介、天気予報中にRSKテレビで放送される番組の宣伝を挿入）。週末朝の『JNNニュース』では関東ローカルの天気予報のみ岡山・香川の天気予報に差し替え、関東ローカルのニュースについては差し替え無しでそのまま放送する。
- 月曜 - 金曜 7:50（『THE TIME,』内）
  - 当日夕方の自社制作番組（『ライブ5時 いまドキッ!』『RSKイブニングニュース』）や当日夜のRSKテレビの番組の宣伝CMに差し替え。
- 月曜 - 木曜 23:49・土曜（金曜深夜）0:37（『news23』内）、日曜（土曜深夜）0:26・月曜（日曜深夜）0:46（『S☆1』内）
  - 関東ローカルのニュースを差し替え無しでそのまま放送（『news23』のローカル差し替え枠が「異論!反論!OBJECTION」だった時も当該コーナーをそのまま放送）。

### 備考
- 期首改編時における特番シーズン中は休止・時間変更される場合がある。
- 『RSKイブニングニュース』の代替枠（主に年末）や災害時の特設枠など、上記の放送日時以外にも臨時に放送される場合がある。ただし、2021年・2022年の年末（2021年12月27日・28日、2022年12月26日 - 28日）については『イブニングニュース』を土曜版のフォーマットによる15分間の短縮版で放送した。
- かつては午後枠も存在していたが、2007年頃に土日版が、平日版が2009年7月3日で廃枠となった。また、1990年3月まで日曜夕方にも放送枠があった。

## Yahoo!ニュースでの配信
前述でも触れた通り、2021年4月7日よりYahoo!ニュースにてテキスト及び動画による本番組の配信を開始した。配信されるのは、昼前に放送される『ひるおび!』内の『JNNニュース』におけるローカル差し替え枠と、夕方放送の『RSKイブニングニュース』のそれぞれ一部項目である。
昼前のローカル枠は原則として動画も含めて配信されるが、『RSKイブニングニュース』の場合は一部ニュースで画像及びテキストで配信される場合がある。